# Gustavo Valcárcel
Gustavo Valcárcel Velasco (Arequipa, 17 de diciembre de 1921 - Lima, 3 de mayo de 1992) fue un poeta, escritor, periodista y editor peruano. Se inició cultivando una poesía pura, de corte amatorio, formando parte de «Los Poetas del Pueblo», grupo de filiación aprista. Tras orientarse hacia el comunismo (1955), compuso poesía comprometida con la causa revolucionaria, de arenga y de proclama.

## Biografía
Fue hijo de César A. Valcárcel y Mercedes Velasco Seminario. Todavía niño fue llevado a Lima, donde cursó sus estudios escolares en el Colegio Salesiano (1929-1938). En 1939, ingresó a la Universidad Nacional Mayor de San Marcos donde estudió Ciencias, pero al año siguiente se pasó a Letras. Militó activamente en las filas del aprismo, lo que lo llevó reiteradas veces a prisión. Esto ocasionó que sus estudios universitarios sufrieran varias interrupciones. En 1947, ganó los juegos florales universitarios, por su poemario Confín del tiempo y de la rosa. Por esta obra se le otorgó ese mismo año el Premio Nacional de Poesía. En esos años estuvo vinculado con el grupo literario de orientación aprista, llamado «Los Poetas del Pueblo», que congregó a Alberto Hidalgo, Luis Carnero Checa, Guillermo Carnero Hoke, Antenor Samaniego, Mario Florián, Felipe Arias Larreta, Abraham Arias Larreta, Alberto Valencia, Manuel Scorza, Eduardo Jibaja, Mario Puga y Ricardo Tello. En 1950 fundó la revista Idea, que tuvo vida efímera. Por entonces ya se declaraba adepto a la poesía de César Vallejo.
Por razones políticas, en 1951 fue desterrado a México, donde se consagró al periodismo, colaborando en Novedades, El Nacional y El Popular. En 1957, tras la restauración de la democracia, volvió al Perú. Por entonces ya estaba orientado hacia el comunismo, lo que literariamente se tradujo en un cambio de lenguaje y de actitud poética. Volcó entonces sus energías en la prensa revolucionaria: Perú Popular (1958), Frente (1962) y Unidad, vocero del Partido Comunista Peruano (1963). También se dedicó a las labores de editor. Luego ofició de corresponsal de la agencia de prensa soviética RIA Nóvosti y de director de su revista informativa Panorama Internacional (1969-1978).

## Obras

### Poemarios
- Confín del tiempo y de la rosa (1948), colección de 28 sonetos amatorios. Premio de los juegos florales universitarios de 1947 y Premio Nacional de Poesía de 1947.
- Poemas del destierro (1956)
- Cantos del amor terrestre (1957)
- Cinco poemas sin fin (1959)
- Cuba sí, yanquis no (1961)
- Pido la palabra (1965)
- Poesía extremista (1967)
- Pentagrama de Chile antifascista (1975)

### Antologías de su obra poética
- Sus mejores poemas (1960)
- Poesía revolucionaria (1962)

### Compilación de su obra poética
- Obra poética 1947-1987 (1988)

### Drama
- El amanecer latente (1960)

### Novela
- La prisión (1951), narración testimonial de su encierro por razones políticas, donde se adentra en ese submundo violento y repugnante. Es una obra muy impactante.

### Otras obras
- Apología de un hombre (1945)
- La agonía del Perú (1952), crónicas.
- Artículos literarios (1960)
- Ensayos (1960)
- Reportaje al futuro (1963 y 1967), crónicas de su viaje a la Unión Soviética.
- Breve historia de la revolución bolchevique (1967).
- Perú. Mural de un pueblo (1965, corregida en 1988), donde intenta una interpretación marxista de la historia prehispánica, aunque, según Luis Alberto Sánchez, tiene más abundancia de axiomas y apotegmas que de razonamientos e informes.[1]
- Canción de amor para la papa (1988).

## Valoración
Para los críticos, lo mejor de su poética se concentra en su primera etapa, que principia con su poemario Confín del tiempo y de la rosa (1948), donde reúne 28 sonetos que revelan su pasión inicial por la poesía pura.

El verso de Gustavo Valcárcel es fluido, de elaborada facilidad y riqueza sugestiva, pero ceñida a una norma de exigente control, como sostiene Alberto Escobar. Su palabra aflora bajo el cincel preciso, en sensual deleite de la estrofa. En más de uno de sus sonetos, su arte nos arrebata por la inaudita mezcla de vigor, ternura, intencionalidad crítica y despliegue metafórico.

A continuación, un ejemplo:

SONETO XVI

Leve novia plagiada a la matina, 

en la fuente en que el alba suele ser

existencia rosada del no ser,

cabellera extracielo, peregrina.

Eres isla de estío en la retina,

pasajera del tiempo, anochecer; 

yo soy la hoguera en que la ha de perecer

tu lengua, arena ardiente, diamantina.

Memoria del otoño te retrae

a cóncava penumbra del diseño

para ver al cenit que gime y cae.

Noviazgo subterráneo del ensueño,

infravida que al llanto se contrae,

polvo y polvo naciendo de tu sueño.